# Antopedaliodes quincedis
Antopedaliodes quincedis är en fjärilsart som beskrevs av Otto Thieme 1905. Antopedaliodes quincedis ingår i släktet Antopedaliodes och familjen praktfjärilar. Inga underarter finns listade i Catalogue of Life.